# Alexandre Soumet

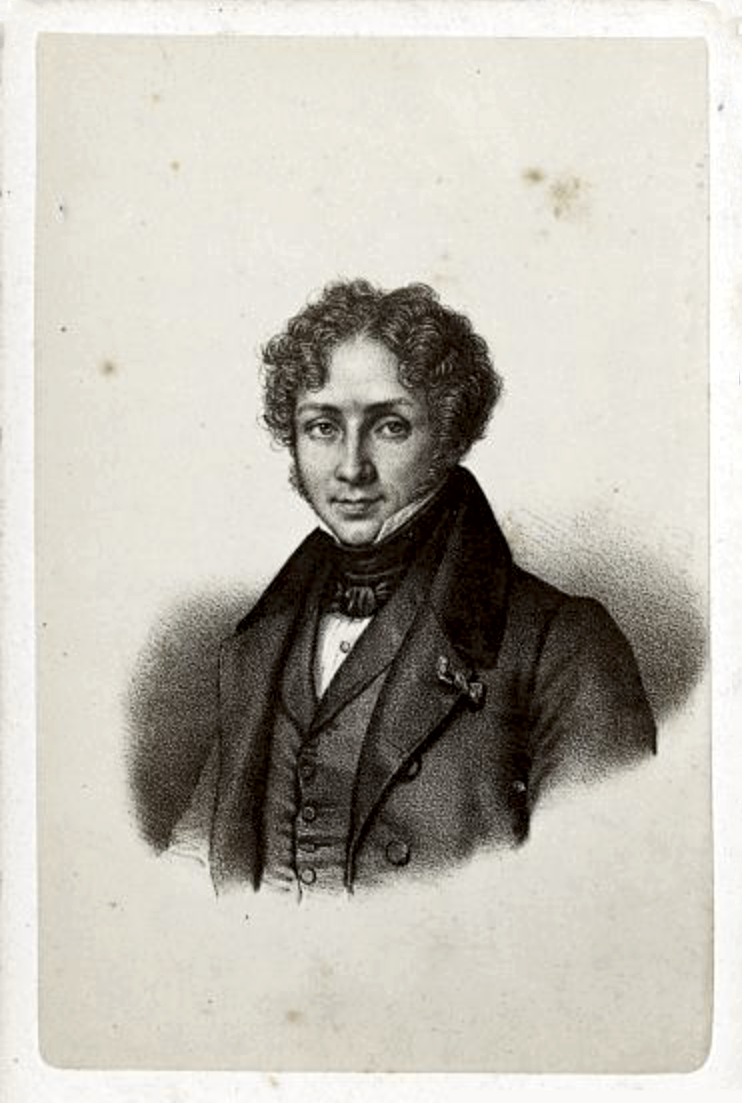
Alexandre Soumet (1786–1845)

Alexandre Soumet (* 29. Januar 1786 in Castelnaudary; † 30. März 1845 in Paris) war ein französischer Schriftsteller und Mitglied der Académie française.

## Leben und Werk

### Der frühe Romantiker
Soumet entstammte einer großbürgerlichen Familie von Castelnaudary (einer zwischen Carcassonne und Toulouse gelegenen Gemeinde). Da er um 1805 den Eintritt in die École polytechnique verfehlte, gab er sich in Paris seinen poetischen Neigungen hin. Mit Gedichten zur Glorie Napoleons erlangte er 1810 den Posten eines Auditors (unterste Stufe) im Staatsrat. 1814 ging er in seine südfranzösische Heimat zurück, wo er von der Académie des Jeux Floraux ausgezeichnet wurde und 1818 in Toulouse zum Mitglied (mainteneur) aufstieg. 1819 wechselte er zurück nach Paris, kam zusammen mit seinem Freund Alexandre Guiraud durch Vermittlung von Jules de Rességuier an Victor Hugo und schloss sich dem ersten romantischen Cénacle (Freundeskreis) an, zu dem auch Émile Deschamps, Victor Hugo und Alfred de Vigny gehörten. 1824 war er unter den Gründern der romantischen Zeitschrift La Muse française.

### Als Dramatiker in der Académie française
Ab 1822 war er mit Tragödien erfolgreich, vor allem mit Clytemnestre, in der die Rolle des Orest von Talma gespielt wurde. Damit machte er sich beim König beliebt, der ihn als Bibliothekar im Schloss Saint-Cloud, später im Schloss Rambouillet anstellte. 1824 wurde er in die Académie française (Sitz Nr. 27) gewählt. Auch in der Julimonarchie war er königlicher Bibliothekar im Schloss Compiègne.

### Der späte Epiker
Im Anschluss an die 1831 aufgeführte Tragödie Norma, zu der noch im gleichen Jahr Bellini die Opernmusik schrieb, widmete sich Soumet 10 Jahre lang einem Projekt, das er seit 1814 vorbereitete, seinem großen romantisch-katholischen Epos La Divine Épopée, das Anklänge an Dante, Milton und Klopstock hat und das sich aus einem illuministischen Denken speist, wie es etwa auch von Novalis vertreten wurde. Es erlebte drei Auflagen.
Nach 1840 schrieb Soumet noch mehrere Theaterstücke (zusammen mit seiner Tochter Gabrielle Soumet Beuvain d'Altenheim, 1814–1886) und schloss ein zweites, diesmal nationales Epos ab, Jeanne d’Arc (1846 postum erschienen, auf Staatskosten gedruckt). Soumet starb 1845 im Alter von 59 Jahren. In Toulouse und Carcassonne tragen Straßen den Namen Rue Alexandre Soumet.

## Werke (Auswahl)

### Bühnenwerke
- Clytemnestre, tragédie. 1822
- Saül, tragédie. 1822.
- Cléopâtre, tragédie 1824.
- Jeanne d’Arc, tragédie. 1825.
- (mit Jacques-François Ancelot und Alexandre Guiraud) Pharamond, opéra en trois actes. 1825. (Musik von  François-Adrien Boieldieu)
- Le siège de Corinthe, tragédie lyrique. 1826. (als Oper von Gioachino Rossini 1828)
- Émilia. 1827. (nach dem Roman Kenilworth von Walter Scott)
- Le secret de la confession (später: Élisabeth de France). 1828.
- (mit Louis Belmontet, 1798–1879) Une fête de Néron, tragédie. 1829. (Fortsetzung des 
Britannicus von Jean Racine)
- Norma ou l’infanticide, tragédie. 1831. (als Oper von Bellini, Mailand 1831)
- (mit Gabrielle Soumet) Le Gladiateur, tragédie. 1841.
- (mit Gabrielle Soumet) Le chêne du roi, comédie. 1841.
- (mit Gabrielle Soumet) Jane Grey, tragédie. 1844.
- (mit Félicien Mallefille, 1813–1868) David, opéra. 1846. (Musik von Auguste Mermet, 1810–1889)

### Epische Dichtung
- La Divine Epopée. 2 Bde. 1840, 1841, 1842. Genf 1973.
- Jeanne d’Arc, trilogie nationale, dédiée à la France. 1846. (Vorwort von Jules Lefèvre-Deumier)

### Prosa
- "Les Scrupules littéraires de Mme la Baronne de Staël ou Réflexions sur quelques chapitres du livre « De l’Allemagne » (Paris, Delaunay, 1814)". In: Cahiers Staëliens 51, 2000, S. 29–61 (Digitalisat in Gallica). (auch in: La Divine Épopée, Genf 1973)